# Chantepie
Chantepie är en kommun i departementet Ille-et-Vilaine i regionen Bretagne i nordvästra Frankrike. Kommunen ligger i kantonen Rennes-Sud-Est som tillhör arrondissementet Rennes. År 2022 hade Chantepie 10 378 invånare.

## Befolkningsutveckling
Antalet invånare i kommunen Chantepie
Referens:INSEE